# أنطونيو بينتو سواريس
أنطونيو بينتو سواريس (بالإسبانية: Antonio Pinto Soares) (و. 1780 – 1865 م) هو سياسي من كوستاريكا ولد في بورتو.